# Natale Cotta Morandini
Natale Cotta Morandini (fl. XVIII-XIX secolo) è stato un giurista italiano del XIX secolo.

Principj intorno alle assicurazioni marittime, 1822
(Fondazione Mansutti, Milano).

Docente di diritto dell'Università degli Studi di Pavia, è celebre per aver pubblicato il Censimento milanese nel 1832. Nella sua opera Principj intorno alle assicurazioni marittime, pubblicata a Pavia nel 1822, egli espone le proprie teorie sulle assicurazioni marittime rivolgendosi agli studenti. Un esemplare di questa edizione è conservato presso la Fondazione Mansutti di Milano.